# Guma (Hotan)

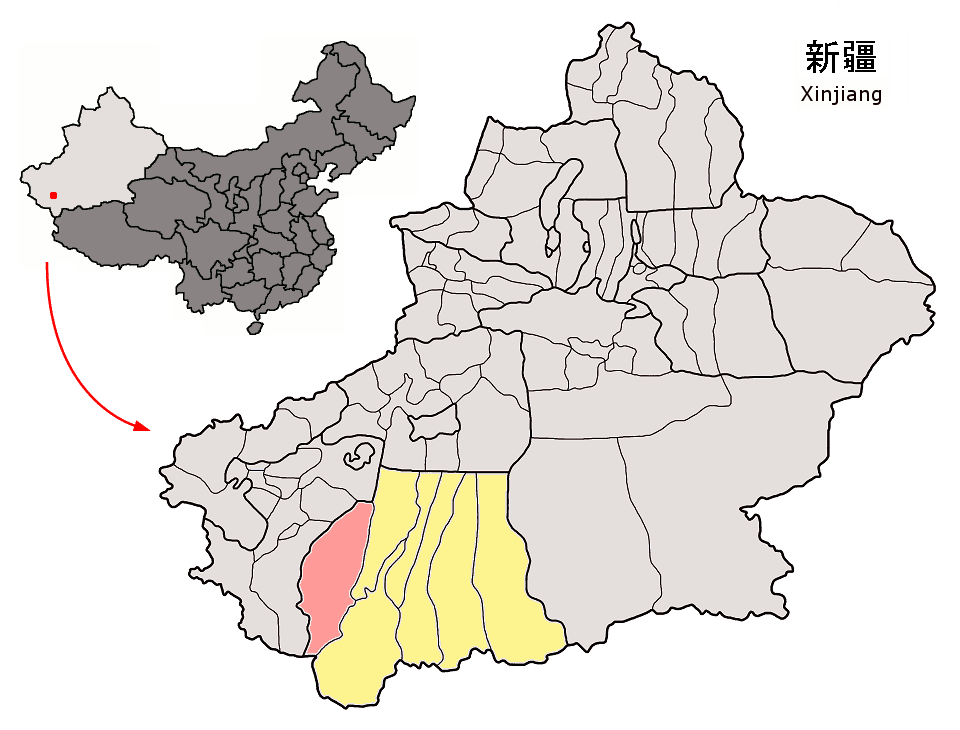
Lage des Kreises Pishan/Guma (rosa) im Regierungsbezirk Hotan (gelb)

Guma (chinesisch 皮山县, Pinyin Píshān Xiàn, uigurisch گۇما ناھىيىسى‎} Guma Naⱨiyisi) ist ein Kreis des Regierungsbezirks Hotan im Süden des Uigurischen Autonomen Gebiets Xinjiang im Nordwesten der Volksrepublik China. Er hat eine Fläche von 39.741 km² und zählt 258.210 Einwohner (Stand 2010).